# Anvil! The Story of Anvil
Anvil! The Story of Anvil (Anvil! La Historia de Anvil) es un documental de 2008 sobre la historia de la agrupación canadiense de heavy metal Anvil. La película fue dirigida por Sacha Gervasi (antiguo fan de la banda), e incluye entrevistas con músicos como Slash, Tom Araya, Lemmy, Scott Ian y Lars Ulrich, además de las historias de vida de los fundadores de Anvil, Robb Reiner y Steve "Lips" Kudlow.

## Lanzamiento
La película se lanzó en el Sundance Film Festival en enero del 2008, y ganó el premio de la audiencia el mismo año en el Sydney Film Festival, Los Angeles Film Festival y Galway International Film Festival. 

## Impacto
Desde su lanzamiento, la agrupación ha gozado de una segunda ola de popularidad, viendo un incremento en la venta de sus discos y realizando giras alrededor del mundo. El programa de TV That Metal Show realizó un episodio con la agrupación conmemorando el suceso que representó el documental.